# Коферменти

Кофермент A

Коферме́нт (коензим) — невелика небілкова (неамінокислотна) молекула, що вільно зв'язується з ферментом та важлива для його каталітичної активності. Коферменти іноді називають косубстратами. Ці молекули не формують постійної частини структури ферментів і звільняються в процесі каталітичного циклу. Це відрізняє коферменти від простетичних груп, які є щільно зв'язаними компонентами складних білків (такі як флавін або гем). Як коферменти, так і простетичні групи належать до ширшого класу речовин молекул кофакторів, які є будь-якими небілковими молекулами, необхідними білкам для діяльності.
У обміні речовин коферменти найчастіше залучені як до реакцій передачі групи, наприклад кофермент A і аденозинтрифосфат (АТФ), так і до окислювально-відновлювальних реакцій, наприклад кофермент Q10 і нікотинамідаденіндинуклеотид (НАД+). Коферменти постійно споживаються і переробляються в процесі обміну речовин, одні ферменти зазвичай додають кофермент до ферментів, а інші усувають їх. Наприклад, фермент АТФ-синтаза фосфорилює аденозиндифосфат (АДФ), перетворюючи його на АТФ, а інші ферменти, такі як кінази, дефосфорилюють АТФ назад до АДФ.
Молекули коферментів часто є вітамінами або утворюються з них. Багато коферментів містять нуклеотиди (часто аденозинмонофосфат) як частину своїх структур, наприклад АТФ і НАД+. Ця загальна структура, можливо, відображає їх загальне еволюційне походження від рибозимів в старовинному РНК-світі.